# My Appeal to the World
A My Appeal to the World (magyarul: Felhívásom a Világ számára) című könyv a 14. dalai láma, Tendzin Gyaco vallásközi harmónia megteremtésére irányuló törekvésének eredménye. A könyvet Sofia Stril-Rever, marokkói születésű tibetológus és szanszkrit tudós állította össze, az előszót Robert Thurman, amerikai buddhista író írta. Buddhista szerzetesként a dalai láma legfőbb területe a spirituális élet, amely mellett 2011. március 10-ei hivatalos lemondásáig a tibeti emigráns kormány vezetőjeként igyekezett biztosítani a tibeti emberek túlélését és az egyedülálló tibeti buddhista kultúra megőrzését. Ennek részeként 1961-től 2011-ig, a kínai katonai megszállás elleni legnagyobb tibeti felkelésre emlékezve minden év március 10-én felhívást intézett az egész Világ felé a tibeti emberek nevében.
Magyar nyelvű kiadása nem jelent meg.

## Tartalma
A könyvben szereplő felhívásokban a dalai láma felhívja a figyelmet az igazságra és a Tibet történetének és aktuális helyzetének tényszerű valóságára. Az igazságot védő beszédeiben segítséget kér, és fogadalmat tesz elkötelezettségéről, és leküzdi a legnagyobb nehézségeket is. Éves felhívásaiban az egész emberség számára történő felhívásokat fogalmaz meg. A könyvben a dalai láma összes március 10-ei felhívása szerepel, szövegmagyarázattal és történelmi kontextusba helyezve. A szövegek összeállítója és kommentátora Sofia Stril-Rever, aki a dalai láma francia nyelvű tolmácsa volt éveken keresztül.
Több nemzet igyekezett már segíteni a tibeti ügyben, azonban egyetlen kormány sem volt képes eddig hatékonyan fellépni.